# Hans Grugger
Johann Grugger detto Hans (Schwarzach im Pongau, 13 dicembre 1981) è un ex sciatore alpino austriaco.

## Biografia

### Stagioni 1997-2004
Nato a Schwarzach im Pongau e originario di Bad Hofgastein, Grugger iniziò a prendere parte a gare FIS nel novembre del 1996 ed esordì in Coppa Europa nella discesa libera di Altenmarkt-Zauchensee del 19 dicembre 1998, senza completare la prova. Ai Mondiali juniores del 2001 vinse la medaglia d'argento nello slalom gigante e l'8 febbraio 2002 colse a Tarvisio in discesa libera il suo primo podio in Coppa Europa (3º).
Conquistò le sue uniche due vittorie, nonché ultimi podi nel circuito continentale, l'11 e il 12 marzo 2003 a Piancavallo, rispettivamente in discesa libera e in supergigante; chiuse quella stagione al 3º posto nella classifica di specialità della discesa libera. In Coppa del Mondo esordì il 29 novembre 2003 nella discesa libera di Lake Louise, subito ottenendo il suo primo piazzamento tra i primi dieci (7º), e conquistò il primo podio il 14 febbraio 2004 nella discesa libera di Sankt Anton am Arlberg, classificandosi al 3º posto.

### Stagioni 2005-2011
Ottenne la prima vittoria in Coppa del Mondo il 29 dicembre 2004 nella discesa libera della Stelvio a Bormio; nella stessa località e nella stessa specialità ai Mondiali del 2005, sua unica presenza iridata, si classificò al 9º posto. In Coppa del Mondo il 16 dicembre 2005 vinse l'impegnativo supergigante della Saslong in Val Gardena e l'11 marzo 2007 il supergigante di Lillehammer Kvitfjell, suo ultimo successo in carriera; nella discesa libera dei XXI Giochi olimpici invernali di Vancouver 2010, sua unica presenza olimpica, si classificò al 22º posto.
Il 20 gennaio 2011, durante le prove della discesa libera sulla Streif di Kitzbühel, cadde rovinosamente sul salto della Mausefalle rimanendo immobile sulla pista. Trasportato d'urgenza alla clinica universitaria di Innsbruck, gli fu riscontrato un grave trauma cranico e fu operato alla testa per asportare un vasto ematoma cerebrale. A seguito dell'operazione fu tenuto in coma farmacologico per undici giorni. Pur essendosi in seguito ripreso, non tornò più alle competizioni e il 2 maggio 2012 annunciò il ritiro definitivo; la sua ultima gara in carriera rimase così la discesa libera di Coppa del Mondo disputata a Wengen il 15 gennaio 2011, che chiuse al 17º posto.

## Palmarès

### Mondiali juniores
- 1 medaglia:
  - 1 argento (slalom gigante a Verbier 2001)

### Coppa del Mondo
- Miglior piazzamento in classifica generale: 10º nel 2005
- 9 podi (7 in discesa libera, 2 in supergigante):
  - 4 vittorie
  - 1 secondo posto
  - 4 terzi posti

#### Coppa del Mondo - vittorie
| Data             | Località              | Paese    | Specialità |
| ---------------- | --------------------- | -------- | ---------- |
| 29 dicembre 2004 | Bormio                | Italia   | DH         |
| 8 gennaio 2005   | Chamonix              | Francia  | DH         |
| 16 dicembre 2005 | Val Gardena           | Italia   | SG         |
| 11 marzo 2007    | Lillehammer Kvitfjell | Norvegia | SG         |

Legenda:

DH = discesa libera

SG = supergigante

### Coppa Europa
- Miglior piazzamento in classifica generale: 7º nel 2003
- 4 podi (3 in discesa libera, 1 in supergigante):
  - 2 vittorie
  - 1 secondo posto
  - 1 terzo posto

#### Coppa Europa - vittorie
| Data          | Località    | Paese  | Specialità |
| ------------- | ----------- | ------ | ---------- |
| 11 marzo 2003 | Piancavallo | Italia | DH         |
| 12 marzo 2003 | Piancavallo | Italia | SG         |

Legenda:

DH = discesa libera

SG = supergigante

### Campionati austriaci
- 3 medaglie[4]:
  - 2 ori (discesa libera nel 2005; discesa libera nel 2010)
  - 1 bronzo (discesa libera nel 2007)

### Campionati austriaci juniores
- 1 medaglia[4]:
  - 1 argento (supergigante nel 2001)